# 75 км (колійний пост, Придніпровська залізниця)
75 кіломе́тр — залізничний колійний пост Криворізької дирекції Придніпровської залізниці на електрифікованій лінії Апостолове — Запоріжжя II між станціями Підстепне (9 км) та Чортомлик (3 км). Розташований між місцевістю Перевізькі хутори міста Покров та селом Красне Нікопольського району Дніпропетровської області.

## Пасажирське сполучення
Через колійний пост прямують приміські електропоїзди Криворізького та Нікопольського напрямків, проте не зупиняються.